# International Ultraviolet Explorer
International Ultraviolet Explorer (IUE) foi um satélite astronômico originalmente projetado para estudos na faixa ultravioleta do espectro. O IUE foi um projeto colaborativo entre a NASA, a Science Research Council do Reino Unido e a Agência Espacial Europeia (ESA). 
O IUE foi proposto em 1964 por um grupo de cientistas do Reino Unido, e foi lançado em 26 de janeiro de 1978 a bordo de um foguete  Delta da NASA. O tempo mínimo de vida útil previsto para a missão era de 3 anos, mas este limite foi ultrapassado em muito.  A vida útil do satélite excedeu em mais de seis vezes a expectativa dos cientistas e engenheiros. Infelizmente, em 1996 o satélite ainda estava operando próximo de sua eficiência original, quando a missão foi interrompida por razões de orçamento. O IUE foi o primeiro observatório espacial a ser operado em tempo real pelos astrônomos a partir das estações terrenas localizadas nos Estados Unidos e na Europa. Os astrônomos podiam fazer mais de 104 mil observações de diferentes objetos usando o IUE, incluindo planetas, cometas, estrelas, gás interestelar, supernovas, galáxias e quasares.

## História do Projeto

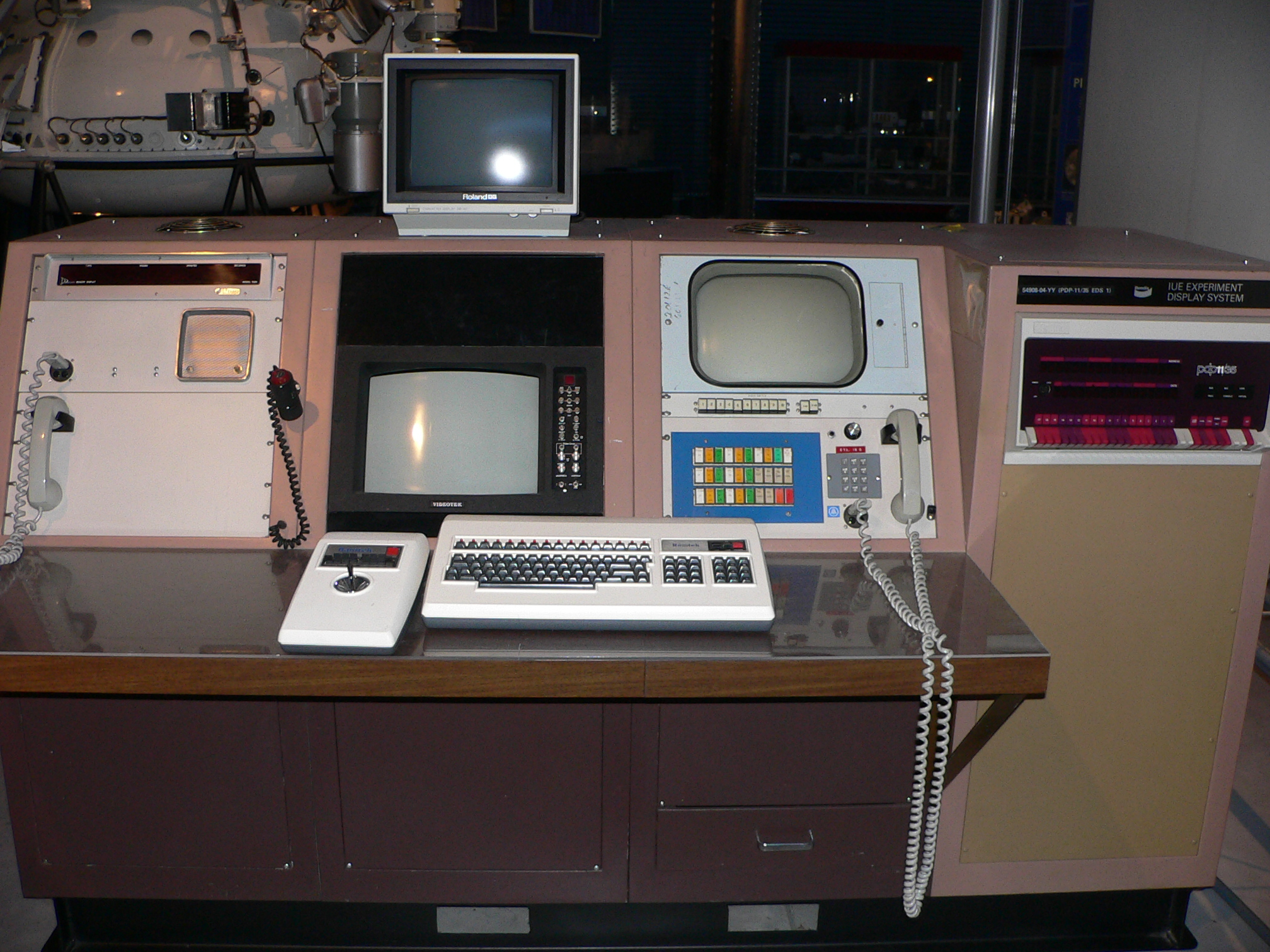
Uma mesa de controle para o International Ultraviolet explorer satellite, preservada no Steven F. Udvar-Hazy Center.

O conceito para um satélite astronômico espectrográfico ultravioleta foi proposto pela primeira vez ao ESRO, um setor do ESA, por um grupo de cientistas britânicos em 1964. Naquela época, o projeto estava além da capacidade tecnológica do ESA e assim o projeto foi proposto à NASA pelo astrônomo  Robert Wilson. A NASA a acolheu o projeto e iniciou o desenvolvimento do satélite, que recebeu o nome de SAS-D (Small Astronomy Satellite-D). O  Science and Engineering Research Council (SRC) do Reino Unido se juntou ao projeto e ofereceu as câmeras Vidicon para os espectrógrafos, bem como o software para controle dos instrumentos científicos. A ESA ofereceu as células solares para o fornecimento de energia elétrica para o satélite, bem como os serviços de uma estação terrena em Villafranca del Castillo, Espanha. A NASA montou o telescópio, o espectrógrafo, e o satélite; fez o lançamento e também disponibilizou uma segunda estação terrena em Greenbelt, Maryland no Goddard Space Flight Center. 
O acordo assinado pelos diferentes participantes dividia o tempo de observação, sendo que 2/3 ficavam para a NASA, 1/6 para o ESA e 1/6 para o SRC do Reino Unido.

## Principais descobertas científicas
- A primeira detecção da existências de uma aurora em Júpiter.
- A primeira detecção de enxofre em um cometa.
- A primeira determinação quantitativa de perda de água em um cometa (algumas dezenas de toneladas por segundo).
- A primeira evidência de um forte campo magnético em estrelas quimicamente peculiares.
- A primeira curva de velocidade radial orbital para uma estrela Wolf-Rayet permitindo a determinação de sua massa.
- A primeira deteção de estrelas anãs brancas como companheiras de variáveis Cepheidas binárias.
- A primeira evidência observacional de perda semi-periódica de massa em estrelas muito massivas.
- A primeira descoberta de ventos de alta velocidade em outras estrelas (até então isto só tinha sido observado no Sol).
- A primeira indicação de um progenitor de supernova na história (SN 1987A).
- A descoberta de movimentos em larga escala nas regiões de transição de estrelas com baixa gravidade.
- A descoberta de efeitos de alta temperatura em estrela nos estágios iniciais de formação.
- A descoberta de ventos de alta velocidade em variáveis cataclísmicas.
- A descoberta do efeito da abundância química sobre a taxa de perda de massa das estrelas.
- A primeira determinação da temperatura e do gradiente de densidade em uma corona estelar.
- A primeira detecção de feixes de gás dentro e fluindo para fora de estrelas binárias.
- A determinação de que nenhuma estrela do tipo nova ejeta material com abundâncias solares.

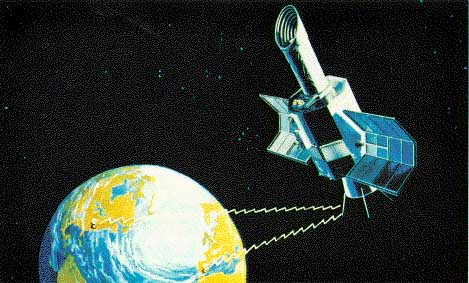
IUE em órbita geoestacionária em comunicação com estações terrestres localizados nos Estados Unidos e na Espanha.

- A descoberta da nova "O-Ne-Mg", onde o excesso desses elementos pode estar diretamente relacionado com a composição química das estrelas anãs brancas mais massivas.
- A descoberta de um anel ao redor da supernova SN 1987A, inexistente em estágios evolutivos anteriores.
- A primeira detecção direta do halo da galáxia.
- As primeiras observações de estrelas simbióticas extragaláticas.
- A primeira curva de luz contínua de estrelas com mais de 24 horas de duração.
- A primeira detecção de fótons em comprimentos de onda menores do que 50 nm, oriundos de outras fontes astronômicas que não o Sol.
- A primeira determinação direta do tamanho das regiões ativas no núcleo de galáxias Seyfert (mini-quasares).
- O satélite IUE foi o primeiro engenho astronômico a gerar dados totalmente reduzidos (tratados) dentro de 48 horas para a comunidade científica.
- A criação do primeiro arquivo de dados astronômicos reduzidos, disponibilizando na internet 44 mil espectros por ano (5 espectros por hora) aos astrônomos de 31 países.